# Gmina Sveta Trojica v Slovenskih goricah
Sveta Trojica v Slovenskih goricah – gmina w Słowenii.

## Miejscowości
Miejscowości wchodzące w skład gminy Sveta Trojica v Slovenskih goricah:
- Gočova,
- Osek,
- Spodnja Senarska,
- Spodnje Verjane,
- Sveta Trojica v Slovenskih goricah – siedziba gminy,
- Zgornja Senarska,
- Zgornje Verjane,
- Zgornji Porčič.